# 沈束
沈束（1514年—1581年），字宗安，號梅崗、梅岡，浙江承宣布政使司紹興府會稽縣（今浙江省紹興市）人，明朝政治人物，嘉靖癸卯解元、甲辰進士。官給事中，因諫言得罪嚴嵩，關押多年。隆慶初復官。

## 生平
嘉靖二十二年（1543年）浙江鄉試第一。嘉靖二十三年（1544年）聯捷進士，授徽州府推官，擢禮科給事中。因大同總兵官周尚文去世卹典之事上，與大學士嚴嵩意見相左，而得罪下獄十八年。
明穆宗即位後，起用召為刑科都給事中，再擢南京右通政。復以疾辭官歸鄉。萬曆九年卒，年六十八。

## 家族
曾祖沈恪；祖父沈琨；父沈藎，知州。母張氏；繼母莊氏。具庆下。兄沈橋（刑部主事）、沈术、沈東、沈柬。弟沈竦、沈乘、沈禀。

## 延伸阅读
[在维基数据编辑]
 《國朝獻徵錄·卷之五十一》，出自焦竑《國朝獻徵錄》
 《明史卷二百〇九》，出自《明史》